# Vierge à l'Enfant endormi
Vierge à l'Enfant endormi est un tableau du peintre français Philippe de Champaigne réalisé vers 1654-1655. Cette huile sur toile est une Madone qui représente Marie tenant contre sa poitrine l'Enfant Jésus endormi. L'œuvre est conservée au musée des Beaux-Arts d'Agen, à Agen, en Lot-et-Garonne.